# Cumbinamá
Cumbinamá fue una antigua ciudad prehispánica asentada sobre la actual parroquia Vergel, provincia de Zamora Chinchipe en Ecuador. Capital de la etnia de los Bracamoros. Fue descubierta en el siglo XIV por los españoles en sus viajes de conquista hacia el Perú. Como evidencia de su existencia se han encontrado petroglifos con figuras.
Hasta el siglo XVII de la Colonia este nombre se siguió usando para denominar a la ciudad española de Loyola fundada en el mismo sitio.
La primitiva Cumbinamá se fundó en el valle del mismo nombre, por el capitán español Juan de Salinas en 1557, y su ubicaciòn se encuentran en el alto Nangaritza, en las nacientes del río Numpatatcaime, en las ruinas de la llamada "Ciudad Perdida de Loyola", en el Parque nacional Podocarpus, límite entre las provincias de Loja y Zamora Chinchipe, en la república del Ecuador. Luego de 154 años, el día jueves 21 de abril del año de 1701,  los pocos vecinos españoles que quedaban se trasladan al sitio de "Namarumi", en el valle del río Vergel (actual parroquia de San Francisco del Vergel, cantón Palanda, provincia de Zamora Chinchipe, Ecuador), y fundan la ciudad de "San Joseph de Loyola", en honor a Don Joseph de Benavides, cura que auspiciaba el traslado de la vieja ciudad de Loyola, esto ocasionó que en el año de 1726 el Dr. Antonio Pérez Camino, cura beneficiado de la ciudad de Valladolid, enjuicia al Dr. Antonio Gómez de Urrea, cura y vicario de la Nueva Ciudad de Loyola, por el despojo del valle del río Vergel que pertenecía a la doctrina de Valladolid. Casi la mayoría de las personas, toman los datos del padre Juan de Velasco, quién es el que menciona que "Cumbinamà", se ubicaba en el valle del Vergel.
(Jorge Enrique García Alberca, Los cantones de Chinchipe y Palanda: Historia Precolombina y Colonial, volumen I; Zumba, Chinchipe, Ecuador)
- Datos: Q5794700